# 잉글리시타운
EF English Live(EF English Live)는 온라인 영어학습 프로그램을 제공하는 웹사이트로, 이에프 에듀케이션 퍼스트(EF Education First)의 자회사이다. 현재 전 세계적으로 약 천5백만명의 누적 회원을 보유하고 있으며, 한국어를 포함한 총 12개의 언어로 교육 서비스를 지원한다.
EF English Live는 홍콩에 본사를 두고, 보스턴 및 상하이에서 연구개발본부를 운영하고 있으며, 영국 케임브리지 대학교 산하 ESOL과 레벨 및 평가부문에 관한 공동 연구유닛을 운영하고 있기도 하다.

## 역사

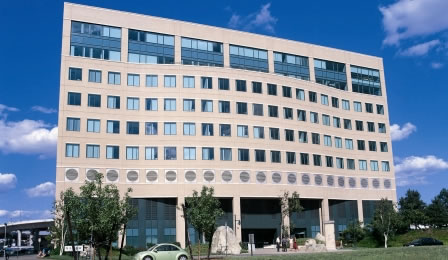
EF English Live 보스턴 연구개발본부

EF English Live는 1996년 현재 대표이사를 맡고 있는 미국 뉴욕 출신의 빌 피셔 (Bill Fisher) 에 의해 설립되었다. 브라운대학교 (Brown University)에서 컴퓨터 공학으로 학사학위를 획득한 후, 스톡홀름 경제대학원 (The Stockholm School of Economics)으로 진학한 그는, 본인의 스웨덴어 학습을 위해 컴퓨터 기반의 학습 프로그램을 개발하게 된다. 이는 이후 EF 에듀케이션 퍼스트의 창립자인 베틸 헐트 (Bertil Hult) 와의 인연으로 이어져 그가 당시 EF의 멀티미디어 사업부문을 맡아 온라인 영어학습 사이트인 EF English Live는 설립하게 되는 계기가 된다.

## 프로그램 정보

### 온라인 영어교육
EF English Live는 영어학습 전영역의 온라인 학습 콘텐츠 및 원어민 교사와의 실시간 음성 회화수업을 통한 e-러닝 서비스를 제공한다. 학습방법과 콘텐츠는 Learn – Try- Apply - Cerfity 라는 LTAC 교수법을 바탕으로 자체 개발되었으며, 총 16개 레벨로 구성되어 있다. 학습 레벨 및 평가 부문은 영국 케임브리지 대학교와 공동 연구를 통해 개발하는 것으로 알려져 있다.

### 특징
학습자의 흥미를 유도하는 쌍방향 학습방식을 사용하여, 실생활에 사용되는 영어를 학습할 수 있도록 설계되었다. 원어민 회화수업의 경우, 시차가 다른 여러지역에 교사네트워크를 구축하여 주 7일 24시간 서비스를 운영하며, 학생들에게 실시간으로 피드백을 제공한다.

## 경영 내용

### 사이트 운영 및 규모
웹사이트는 한국어, 영어, 포르투갈어, 스페인어, 프랑스어, 독일어, 이탈리아어, 일본어, 중국어, 태국어, 러시아어, 튀르키예어 등 총 12개 언어로 운영되고 있다. 현재 전 세계적 약 천5백만명 정도의 누적 회원을 보유하고 있으며, 구글, 마이크로소프트, BMW 등 약 1200여개의 기업에게 사내 영어교육을 제공해왔다.

### 기관 파트너쉽
EF English Live는 1988년 서울 올림픽 이래 2008년 베이징 올림픽 및 2014 브라질 월드컵과 같은 스포츠 이벤트의 공식 외국어 교육 서비스 제공기관으로 선정되어, 행사 준비 위원회 진행요원들에게 외국어 교육을 제공해왔다.

### 국내 사업
국내에서는 서울 강남구 대치동에 지사를 열고, 약 9개월간의 시범운영을 거쳐 2001년 4월에 한국어 사이트를 오픈하였다. 주로 MSN과 같은 포털 사이트와 제휴를 맺고 학습 콘텐츠를 제공하는 전략을 펼쳤으며, 2010년에는 서울 내 5개 대학교와 파트너쉽을 맺고 연세대, 서강대, 동국대, 서울시립대, 성신여대 등에 교양 영어 학습 프로그램을 제공하고 있다.
전 세계 약 천5백만명의 사용자 중, 국내 회원은 약 10만여명이 있는 것으로 알려져있다.

### 잉글리시라이브캠퍼스
2011년 3월에는 전국의 대학생을 대상으로 EF English Live 캠퍼스라는 서비스를 시작하여, 가입시 대학생 인증을 거친 회원에 한해 무료로 학습 서비스를 제공하고 있다.
무료로 제공되는 영어학습 컨텐츠는 동영상, 듣기, 어휘, 문법, 사전, 발음교정 연습실 등 총 16개 레벨에 거쳐 1500시간 분량인 것으로 알려져 있다.

### 해외지사
현재 대한민국, 미국, 영국, 일본, 중국, 홍콩, 멕시코, 브라질 등에 EF English Live의 독립지사를 두고 있으며, 이외 EF 네트워크를 통해 전 세계 54개국에서 현지화 전략을 실천하고 있다.

### 관련 기업 및 기관
EF English Live는 EF 에듀케이션 퍼스트(EF Education First)의 자회사이다. 해당 모기업은 1965년 스웨덴에서 창립된 교육 기업으로 전연령을 대상으로 한 언어교육, 해외유학, 여행 및 문화교류, 국제경영대학 (학사 및 석사, MBA) 등의 교육 프로그램을 운영하고 있다. 헐트 국제경영대학원 (Hult International Business School) 또한 EF 에듀케이션 퍼스트 산하에서 운영되고 있다.

## 같이 보기
- 전자 학습
- 유비쿼터스 학습
- 웹 기반 수업
- EF 에듀케이션 퍼스트